# تعرفة عام 1828
التعرفة الجمركية لعام 1828 هي تعرفة حمائية أقرها كونغرس الولايات المتحدة في 19 مايو 1828 بهدف حماية الصناعة في شمال الولايات المتحدة. تمت صياغتها خلال رئاسة جون كوينسي آدمز وتم سنها خلال رئاسة أندرو جاكسون، وقد أطلق عليها منتقدوها من الجنوب اسم «تعرفة البغضاء» (بالإنجليزية: Tariff of Abominations)‏ بسبب آثارها على الاقتصاد الجنوبي في فترة ما قبل الحرب. حددت التعرفة ضريبة بنسبة 38٪ على 92٪ من جميع السلع المستوردة.
كانت الصناعات في شمال الولايات المتحدة تنازع للبقاء أمام البضائع المستوردة منخفضة السعر، وكان الهدف الرئيسي للتعرفة هو حماية هذه الصناعات من خلال فرض الضرائب على تلك البضائع. ومع ذلك، فقد تضرر الجنوب بشكل مباشر بسبب ارتفاع أسعار السلع التي لم ينتجها، وبشكل غير مباشر لأن خفض استيراد البضائع البريطانية إلى الولايات المتحدة صعّب على البريطانيين دفع ثمن القطن الذي استوردوه من الجنوب. أدى رد الفعل في الجنوب، وخاصة في كارولينا الجنوبية، إلى ما عُرف باسم أزمة الإبطال. مثلت التعرفة أعلى نقطة بين التعرفات الأمريكية من حيث متوسط النسبة المئوية للضريبة على القيمة، رغم أنها لم تنتج إيرادات كنسبة مئوية من الناتج المحلي الإجمالي.

## إقرار الضريبة

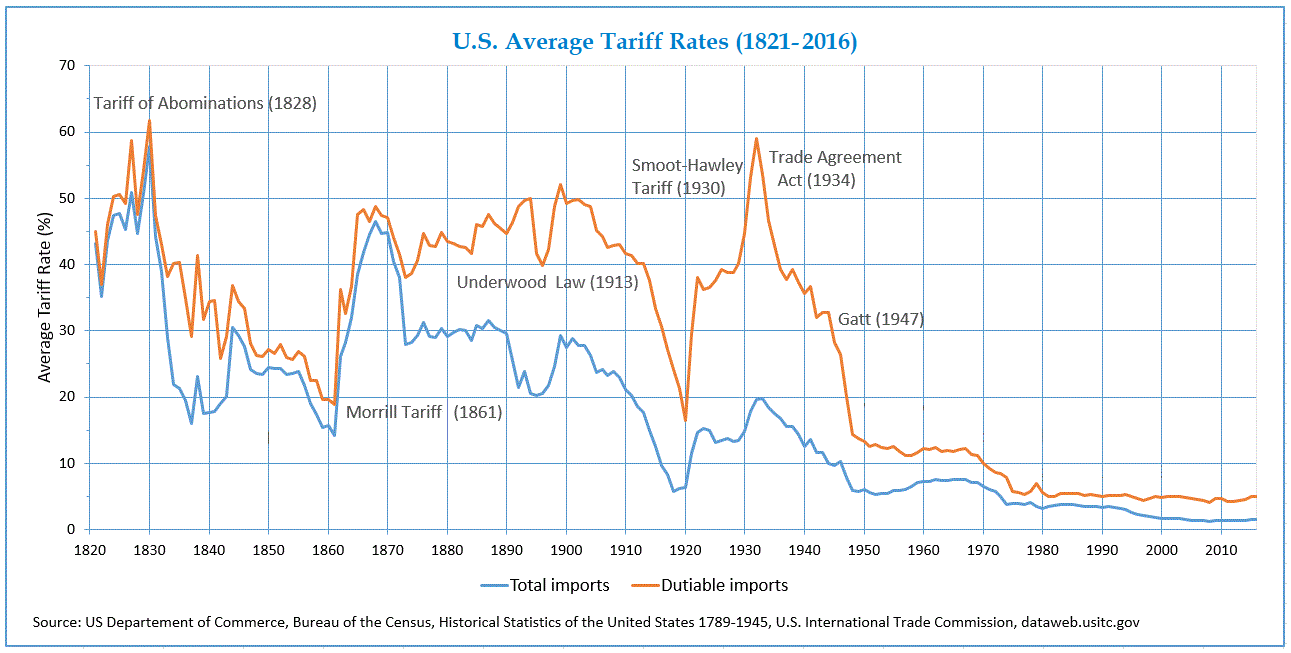
متوسط أسعار التعرفات الجمركية في الولايات المتحدة (1821-2016)

كانت تعرفة عام 1828 جزءًا من سلسلة من التعرفات التي بدأت بعد حرب 1812 وحروب نابليون، عندما قاد الحصار الأوروبي المصنعين البريطانيين إلى تقديم سلعهم إلى أمريكا بأسعار منخفضة لم يتمكن المصنّعون الأمريكيون من مجاراتها. أقر الكونجرس أول تعرفة حمائية في عام 1816؛ تم زادت نسبتها في عام 1824. زعمت الولايات الجنوبية مثل كارولينا الجنوبية أن التعرفة غير دستورية وتعارض التعرفات الحمائية الأحدث، لكن الولايات الزراعية الغربية فضّلتها، وكذلك الصناعات في نيو إنجلاند.
حاول الجنوبيون منع إقرار تعرفة أخرى مرتفعة، واستمالة أنصار أندرو جاكسون في الشمال في الوقت نفسه، وذلك بأن قام جون كالهون بصياغة تعرفة ستؤثر كثيرا على المواد التي تستوردها ولايات نيو إنجلاند. رأى الجنوبيون أن مؤيدي الرئيس جون كوينسي آدمز في نيو إنجلاند، الجمهوريون الوطنيون (أو ما عرف لاحقا بحزب الويغ)، سيتوحدون لمعارضة هذا القانون لهذا السبب، فيقوم الجنوبيون بعد ذلك بسحب دعمهم، فتُلغى وثيقة القانون ويلومون نيو انجلاند على ذلك. شرح كالهون تفاصيل هذه الخطة لاحقا بعد تسع سنوات، وذلك في خطاب يتذكر فيه تعرفه العام 1828 ويدافع عن سياسته هو ورفاقه.
جادل نواب الولايات الغربية والمصنعين في ولايات وسط المحيط الأطلسي بأن تعزيز الاقتصاد كان في مصلحة البلد بأسره. هذا المنطق أثّر على خُمسي نواب ولايات نيو إنجلاند للتصويت لصالح زيادة التعرفة الجمركية:
| تصويت المجلس على تعرفة عام 1828                                                                                              | مع  | ضد |
| نيو إنجلاند (ماساتشوستس، كونيتيكت، رود آيلاند، فيرمونت، نيوهامبشير، مين)                                                     | 16  | 23 |
| إقليم الأطلسي الأوسط (نيويورك، نيوجيرسي، بنسيلفانيا، ديلاوير)                                                                | 56  | 6  |
| الغرب (أوهايو، إنديانا، إلينوي، ميزوري، كنتاكي)                                                                              | 29  | 1  |
| جنوب الولايات المتحدة (كارولاينا الجنوبية، مسيسيبي، لويزيانا، جورجيا، فرجينيا، كارولاينا الشمالية، تينيسي، ألاباما، ماريلند) | 4   | 64 |
| المجموع | 105 | 94 |
| الولايات الحرة | 88  | 29 |
| ولايات العبودية | 17  | 65 |

رأت أقلية كبيرة من أعضاء الكونغرس في نيو إنغلاند (41%) أن زيادة التعرفة لها فوائد طويلة الأجل على الوطن وصوتوا لصالحها؛ كانوا يعتقدون أن التعرفة ستقوي الصناعة التحويلية على المستوى الوطني.
تم توقيع تعرفة عام 1828 من قبل الرئيس آدمز، رغم أنه أدرك أن ذلك قد يضعفه سياسياً. فاز أندرو جاكسون على آدمز في الانتخابات الرئاسية لعام 1828، بأصوات شعبية بمجموع 642,553 صوتًا وعدد الأصوات الانتخابية بمجموع 178 مقابل آدمز الذي حصد 500,897 صوت شعبي و83 صوت انتخابي.

## آثار التعرفة

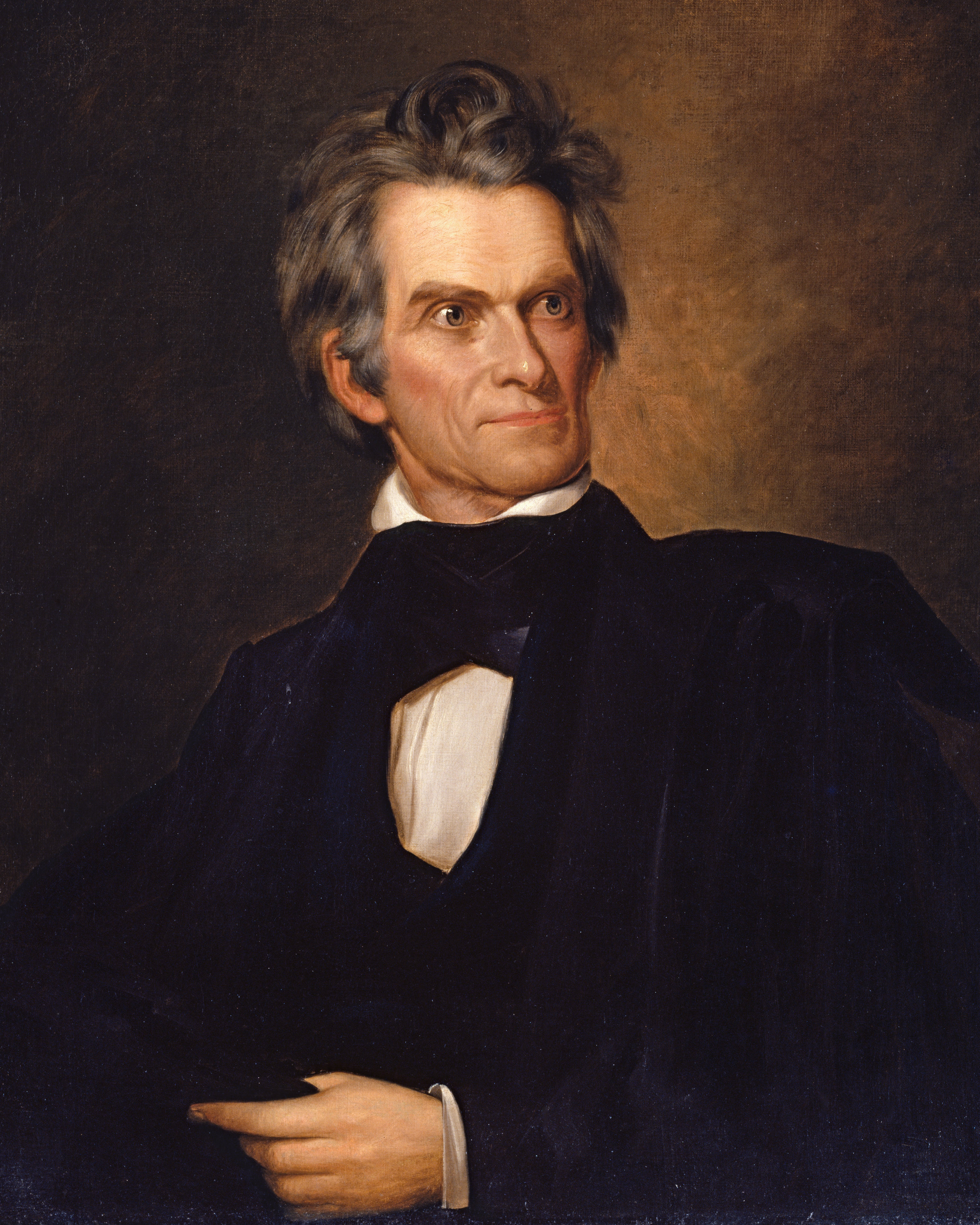
جون كالهون

عارض نائب الرئيس جون كالهون هذه التعرفة بشدة، وقام بتأليف مقال دون وضع اسمه في ديسمبر 1828 بعنوان «شرح احتجاج كارولينا الجنوبية»، والذي حث فيه على إلغاء التعرفة داخل ولاية كارولينا الجنوبية. ورغم أن الهيئة التشريعية للولاية قد طبعت ووزعت 5,000 نسخة من المقال، إلا أنها لم تتخذ أي إجراء تشريعي مما جاء فيه.
توقع معارضو التعرفة أنه سيتم تخفيضها كثيرا مع انتخاب جاكسون في عام 1828. عندما فشلت إدارة جاكسون في معالجة هذه المخاوف، بدأت الفصائل السياسية المتطرفة في كارولينا الجنوبية بالدعوة إلى إعلان التعرفة لاغية وباطلة داخل الولاية.
في واشنطن، حدث انقسام حول القضية بين جاكسون ونائب الرئيس كالهون.  في 14 يوليو 1832، وقع جاكسون قانون التعرفة الجمركية لعام 1832 والتي خفضت من نسب التعرفة الجمركية. استقال كالهون في 28 ديسمبر من نفس العام.
كانت التخفيضات ضئيلة للغاية بالنسبة لكارولينا الجنوبية. دعت الولاية إلى عقد مؤتمر في نوفمبر 1832، والذي اعتمد بأغلبية ساحقة مرسوم الإلغاء الذي وضعه المستشار ويليام هاربر بتصويت 136 مقابل 26. وأعلنت أن التعرفات الجمركية لأعوام 1828 و 1832 كانت غير دستورية وغير قابلة للتنفيذ في كارولينا الجنوبية. رافقت التعرفة أزمة سياسية عرفت بأزمة الإبطال وانتهت بحل وسط عرف باسم تعرفة عام 1833، ولكن سياسة التعرفات ظلت قضية سياسية وطنية بين الحزب الديمقراطي وحزب الويغ الناشئ حديثًا على مدار العقدين القادمين.

## قراءات أخرى
- Bolt, William K. Tariff Wars and the Politics of Jacksonian America (2017) covers 1816 to 1861. PhD dissertation version
- Ratcliffe, Donald J. "The nullification crisis, southern discontents, and the American political process." American Nineteenth Century History 1.2 (2000): 1-30.
- Remini, Robert V. "Martin Van Buren and the Tariff of Abominations." American Historical Review 63.4 (1958): 903-917.0